# Tomocerus mixtus
Tomocerus mixtus is een springstaartensoort uit de familie van de Tomoceridae. De wetenschappelijke naam van de soort is voor het eerst geldig gepubliceerd in 1961 door Gisin.